# ليوناردو مونتينيغرو
ليوناردو مونتينيغرو (بالإسبانية: Leonardo Montenegro)‏ هو لاعب كرة قدم تشيلي في مركز الوسط، ولد في 16 فبراير 1955 في سانتياغو في تشيلي. لعب مع نادي أونيفرسيداد دي تشيلي.